# Franchi SPAS-12
Franchi SPAS-12 (gọi tắt là SPAS-12) là loại shotgun được phát triển và sản xuất bởi công ty của Ý là Franchi từ năm 1979 đến năm 2000. Nó có hai chế độ bắn: bán tự động và nạp đạn kiểu bơm, trong đó chế độ bán tự động được sử dụng nhiều hơn cả. SPAS 12 được bán cho các lực lượng thực thi pháp luật và quân đội trên toàn thế giới, nó xuất hiện rất nhiều trên phim ảnh, chương trình truyền hình và video game. Nó có thiết kế khá hầm hố và gồ ghề.
Sự xuất hiện và mục đích của SPAS-12 ban đầu đã làm cho nó có tên gọi "quân sự" là Combat Shotgun (Súng săn chiến đấu). SPAS-12 được thiết kế để trở thành một khẩu súng săn quân sự và nó được đặt tên là Súng săn tự động Mục đích đặc biệt. Năm 1990, Franchi đổi tên của nó thành Súng săn Tự động bắn đạn thể thao, cho phép tiếp tục bán cho Hoa Kỳ dưới dạng báng súng cố định và có lượng đạn hạn chế cho đến năm 1994. Sau khi Ban vũ khí tấn công liên bang Hoa Kỳ ban hành lệnh cấm nhập khẩu vũ khí bán tự động, quá trình nhập khẩu SPAS-12 vào Hoa Kỳ đã dừng lại. Vào tháng 9 năm 2004, lệnh cấm đã hết hạn, nhưng Franchi đã kết thúc việc sản xuất SPAS-12 vào năm 2000 để tập trung vào việc sản xuất mẫu SPAS-15. Giá bán lẻ của SPAS-12 trong năm sản xuất cuối cùng là $1500 đối với các quốc gia không bị hạn chế.

## Thiết kế
SPAS-12 được thiết kế để hoạt động chủ yếu như một loại súng bán tự động, với chế độ nạp đạn kiểu bơm được thêm vào để bắn đạn áp suất có độ tin cậy thấp như đạn hơi cay hoặc đạn gây choáng ít gây chết người. Chế độ bắn được chuyển đổi bằng cách ấn nút dưới tay cầm trước và cũng trượt tay cầm về phía trước hoặc lùi cho đến khi nó khớp vào vị trí.
SPAS-12 cũng có tính năng nạp đạn vào khe nhả đạn bên phải. Điều này cho phép người sử dụng nạp một viên đạn vào súng để tăng thêm 1 viên mà không bắn toàn bộ đạn trong súng. Một tính năng độc đáo của SPAS-12 là loại móc trên các biến thể báng gấp. Móc này có thể được xoay 90°, vì vậy nó sẽ phù hợp với cẳng tay của người dùng khi báng được mở rộng. Ngoài ra, súng cũng có thể được bắn bằng một tay.

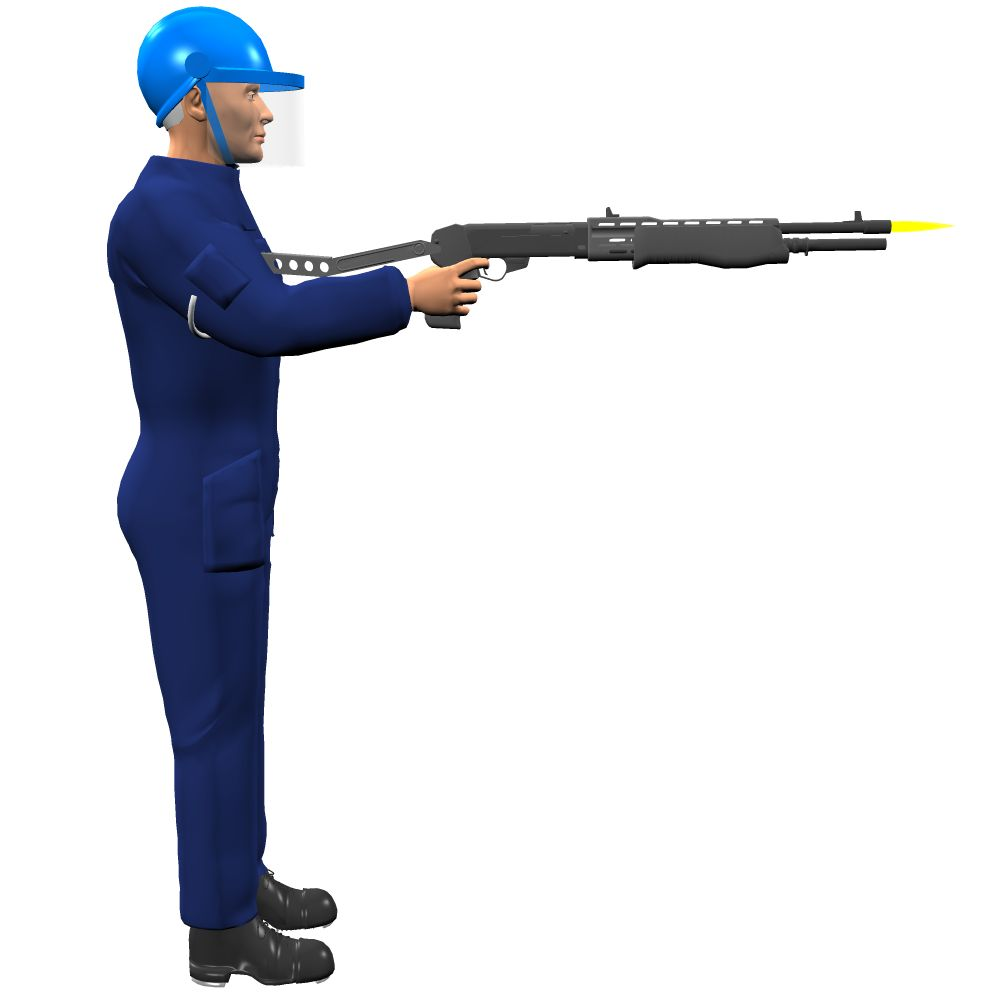
Súng săn Franchi SPAS-12 cho thấy việc sử dụng báng có móc như là hỗ trợ để giúp ngắm khi bắn bằng một tay.

## Các nước sử dụng
- Panama: Được sử dụng bởi lực lượng đặc biệt.
- Argentina: Được sử dụng bởi lực lượng đặc biệt.
- Úc: Sử dụng bởi lực lượng cảnh sát.[cần dẫn nguồn]
- Áo: Được sử dụng bởi EKO Cobra.[2]
- Bangladesh: Được sử dụng bởi Lực lượng an ninh đặc biệt.[3]
- Bahrain: Được sử dụng bởi lực lượng đặc biệt Bahrain.[cần dẫn nguồn]
- Campuchia: ???[cần dẫn nguồn]
- Croatia: Được sử dụng bởi quân đội Croatia.[cần dẫn nguồn]
- Ấn Độ: Sử dụng bởi lực lượng đặc biệt.[cần dẫn nguồn]
- Iraq: ISOF.[cần dẫn nguồn]
- Ý: Sử dụng bởi quân đội và cảnh sát.[cần dẫn nguồn]
- Indonesia: Sử dụng bởi Komando Pasukan Katak (Kopaska) và Komando Pasukan Khusus (Kopassus).[4]
- Ireland: Sử dụng bởi quân đội Ranger Wing.[5]
- Liban: Được sử dụng bởi các lực lượng vũ trang Liban.
- Malaysia: Lực lượng hoạt động đặc biệt quốc gia.[6]
- Nepal: Cảnh sát cơ động Nepal[7]
- Norway: Được quân đội sử dụng. [cần dẫn nguồn]
- Pakistan: Sử dụng bởi cảnh sát và quân đội.[cần dẫn nguồn]
- Philippines: Được cảnh sát sử dụng.[cần dẫn nguồn]
- Thailand: Được sử dụng bởi quân đội hoàng gia Thái Lan.
- Thổ Nhĩ Kỳ: Turkish Gendarmerie.[8]
- Hoa Kỳ: Được sử dụng bởi đặc nhiệm SWAT.[9]